# Scott City (Missouri)
Pour les articles homonymes, voir Scott City.
Scott City est une ville américaine située dans les comtés de Scott et Cape Girardeau, dans l'État du Missouri.
Selon le recensement de 2010, Scott City compte 4 565 habitants, résidant tous dans le comté de Scott. La municipalité s'étend sur 4,77 milles carrés (12,35 km2), dont seulement 0,46 mille carré (1,19 km2) dans le comté de Cape Girardeau.